# Міст у Бешці
Міст у Бешці (серб. Мост код Бешке або Most kod Beške) — залізобетонний автомобільний міст через Дунай поблизу селища Бешка, Сербія. Міст був початково збудований 1975 року, є частиною траси Е 75 та найбільшим мостом через Дунай по всій його течії.

## Опис
Перший міст був спроєктований архітектором Бранко Жежелем (серб. Branko Žeželj), який також спроєктував Павільйон № 1 Белградського виставкового центру, міст Жежеля та Центральний залізничний вокзал Белграда. Міст був збудований компанією «Mostogradnja» у періоді 1971—1975 рр. 
Його двічі бомбили та частково пошкодили під час бомбардування Югославії силами НАТО — 1 та 21 квітня 1999 року, але його тимчасово відремонтували невдовзі після завершення бомбардування та заново відкрили 19 липняу 1999, оскільки він є важливою частиною траси E75.
Міст-двійник для трафіку у північному (лівосторонньому) напрямку був збудований поруч з існуючим мостом у 2008—2011 роках консорціумом під керівництвом австрійської групи «Alpine Bau» (відкриття відбулося 3 жовтня 2011 р.) Після цього старий міст було закрито на реконструкцію та нарешті відкрито у серпні 2014 р.
Сучасний міст дозволяє повний трафік траси E75 у Сербії, оскільки має дві смуги для автотранспорту, укріплене узбіччя та дві пішохідні смуги.